# Balogh család (béri)
A béri Balogh család egy dunántúli származású magyar nemesi család.

## Története
A család eredetileg Vas vármegyéből származik: az első ismert oklevél, mely erre a Balogh családra vonatkozik, a 16. század végén keletkezett. Az oklevél szerint Béri Balogh Péter 1598-ban vásárolta meg feleségével, [Zepetneki] Tötösy Klárával, és fiával, Jánossal a Jely [Gyely de Gyel] testvérek töttösi jószágát. (Pungor 207–248.; lásd még Balogh 560.; Borovszky 560.; Rainer 65–68.; Reiszig 38–40.; Szluha 91–95.). A birtok a mai Gutatöttösön (1950 előtt Töttös, majd Rábatöttös és Gutaháza), a Vasvártól északra, Csempeszházától és Kopácstól délre fekvő Vas megyei településen volt. A család nemesi előneve a Vas megyei Bér (Bir, Byr) köznemesek birtokolta helységből származik, melyet a 13. században Töttössel és Hegyessel együtt említenek (Teuteus Byr, Thewthewsbyr [Töttösbér], Thytheusbyr et Althalbyr, Thewthews, Byr, Heegyes [Hegyes]) (Csánki 2., 737., 805) (Ma Bérbaltavár a neve [Kiss 130.]). A 17. században a Béri Balogh család birtokol még Geregyén, Csempeszházán és Kopácson is (mindhárom helység kb. 3 km-re fekszik Töttöstől). Béri Balogh Péternek és Zepetneki Tötösy Klárának János, Ferenc, Péter, Katalin, Ilona, Zsuzsanna és Judit nevű gyermekeik voltak, melyektől a család több ága származik (lásd pl. Gerő). Béri Balogh Péter 1610-ben a Tolna megyei Faddon és Mészen, valamint a Somogy megyei Hencsén is birtokos. A család egyik ága a 19. század végéig Faddon él (a család részletes leszármazását lásd Asztalos; "Balogh de Bér"). Ferenc (1610–1667) kapornaki kapitány volt, s megszerezte a muraszombati és deklésenyi birtokokat. Béri Balogh Ádám (1655–1711) kuruc brigadéros a Tolna megyei Faddon birtokos, felesége nemes tolnai Festetics Júlia (1673-1753).

## Címere
"Czímer: négy részre osztott paizs: 1., 2., 3. udvarában két farkú oroszlán első jobb lábával kardot tart. A 4-ik udvarban három rózsa. (Daróczy Zoltán közlése szerint 3 levágott török fő.) Sisakdísz: kardot tartó kettős farkú oroszlán" (Borovszky 560). A színes címert lásd Szluha 91.